# Castell de Caernarfon
El castell de Caernarfon es troba a la població de Caernarfon, a Gwynedd, al nord de Gal·les. Fou construït pel rei Eduard I d'Anglaterra després de la conquesta del principat per part d'Anglaterra l'any 1283. Està inscrit en la llista del Patrimoni de la Humanitat de la UNESCO des del 1986 amb el nom de Castells i fortificacions del rei Eduard I a Gwynedd.
Eduard I d'Anglaterra construí diverses línies defensives amb castell i ciutats emmurallades al nord de Gal·les per tal de protegir el territori i evitar la reconquesta per part dels gal·lesos. La debilitat de l'ocupació britànica de Gal·les era evident. L'any 1282 havia mort el príncep Llywelyn ap Gruffudd, sobirà de Gal·les, pertanyent a la dinastia històrica del territori. Llywelyn havia rebutjat una renda de cent lliures esterlines i terres a Anglaterra per desvincular-se de Gal·les. Immediatament després de la seva mort, el seu germà Dafydd ap Gruffudd inicià una revolta armada contra els anglesos, però fou derrotat en la batalla de Bera Mountain l'any 1283.
Davant d'aquests fets, la necessitat de protegir l'ocupació anglesa de Gal·les es feu evident. D'aquesta manera, s'expliquen les fortificacions militars i civils que Eduard I d'Anglaterra inicià després de l'ocupació a la zona rebel del nord de Gal·les.
Estudis actuals han determinat que el cost de la construcció del castell pujà a 22.000 lliures esterlines de l'època, una quantitat més que significativa llavors. El castell mai es finalitzà i malgrat que les obres s'abandonaren el 1323, el castell resta inacabat encara avui en dia.
L'any 1911 fou elegit com l'espai per atorgar el títol de príncep de Gal·les, a qui seria rei Eduard VIII del Regne Unit. L'elecció d'aquest espai, que es repetí l'any 1969 amb el príncep Carles de Gal·les, es basa en raons històriques, per ser considerat un vincle clar d'unió entre la corona anglesa i el Principat de Gal·les.